# Palo Pinto
Palo Pinto è un census-designated place (CDP) degli Stati Uniti d'America e capoluogo della contea di Palo Pinto nello Stato del Texas. La popolazione era di 333 abitanti al censimento del 2010.

## Geografia fisica
Palo Pinto è situata a 32°46′09″N 98°18′03″W (32.769149, -98.300766).
Secondo lo United States Census Bureau, il CDP ha una superficie totale di 2,25 km², dei quali 2,21 km² di territorio e 0,04 km² di acque interne (1,73% del totale).

## Società

### Evoluzione demografica
Secondo il censimento del 2010, la popolazione era di 333 abitanti.

### Etnie e minoranze straniere
Secondo il censimento del 2010, la composizione etnica del CDP era formata dall'86,79% di bianchi, il 3,6% di afroamericani, lo 0% di nativi americani, lo 0% di asiatici, lo 0% di oceanici, l'8,11% di altre razze, e l'1,5% di due o più etnie. Ispanici o latinos di qualunque razza erano il 13,81% della popolazione.